# Saint-Laurent-d'Olt
Saint-Laurent-d'Olt é uma comuna francesa na região administrativa de Occitânia, no departamento de Aveyron. Estende-se por uma área de 28,74 km². Em 2010 a comuna tinha 726 habitantes (densidade: 25,3 hab./km²).